# Zamarada cosmiaria
Zamarada cosmiaria là một loài bướm đêm trong họ Geometridae.